# Martin Kessen
Martin Kessen (* 1. April 1971 in Köln) ist ein deutscher Jurist. Er ist seit dem 22. Mai 2019 Richter am Bundesgerichtshof.

## Leben und Wirken
Kessen trat nach Abschluss seiner juristischen Ausbildung 1998 in den Justizdienst des Landes Nordrhein-Westfalen ein und wurde zunächst bei dem Amtsgericht Bergheim und dem Landgericht Köln eingesetzt. Am Landgericht Köln wurde er 2001 zum Richter am Landgericht ernannt. 2004 bis 2008 war er als wissenschaftlicher Mitarbeiter an den Bundesgerichtshof abgeordnet. Während der Zeit der Abordnung erwarb er an der renommierten University of Texas at Austin den LL.M. auf dem Gebiet des amerikanischen Rechts in den USA. 2008 erfolgte seine Ernennung zum Richter am Oberlandesgericht in Köln. 2012 bis 2014 war er als wissenschaftlicher Mitarbeiter an das Bundesverfassungsgericht abgeordnet. Kessen ist promoviert.
Das Präsidium des Bundesgerichtshofs wies Kessen dem vornehmlich für das Amts-, Staats- und Notarhaftungsrecht, das Recht der öffentlich-rechtlichen Entschädigung sowie für Rechtsstreitigkeiten über Dienstverträge und Geschäftsbesorgungsverhältnisse zuständigen III. Zivilsenat zu.